# Beau Garrett
Beau Jessie Garrett, född 28 december 1982 i Beverly Hills, Kalifornien, är en amerikansk skådespelare och fotomodell.

## Filmografi
- 2006 – Turistas
- 2007 – Fantastic Four: Rise of the Silver Surfer
- 2007 – Live!
- 2007 – Deep Fear
- 2008 – Brudens bäste man
- 2010 – Tron Legacy
- 2010 – Kalamity
- 2010 – Ivory
- 2012 – Freelancers
- 2013 – Diving Normal
- 2021–2023 – Vad som än händer (TV-serie)